# Naceur Bedoui
Naceur Bedoui (Sfax, 15 novembre 1965) è un ex calciatore tunisino, di ruolo portiere.

## Carriera

### Club
Ha sempre giocato nel campionato tunisino.

### Nazionale
Ha collezionato due presenze con la maglia della Nazionale.